# سفارة مصر في اليابان
سفارة مصر في اليابان هي أرفع تمثيل دبلوماسي لدولة مصر لدى اليابان. تقع السفارة في ميغورو وهي تهدف لتعزيز المصالح المصرية في اليابان.

## وصلات خارجية
- قائمة سفارات مصر
- قائمة السفارات في اليابان